# A24-es autópálya (Németország)
Az A24 (németül: Bundesautobahn 24, vagy röviden BAB 24) egy autópálya Németországban. Hossza 239 km. Hamburgot és Berlint köti össze. Az E26-os és E55-ös európai út része.

## Útvonala
Az autópálya Hamburgból, Horner Kreiselből indul, és áthalad Marienthal, ill. Jenfeld városrészeken, egészen Hamburg-Kelet autópálya-kereszteződésig, ahol keresztezi az A1-es autópályát (Lübeck-Hamburg-Bréma). Keleti irányban halad tovább Sachsenwaldon keresztül, a Schwarzenbek/Grande csomópontnál találkozik a B404-es főúttal (ami Bad Segeberget és Kielt köti össze). Nem messze Hornbektől áthalad az Elba–Lübeck-csatorna fölött. Gudow és Zarrentin am Schaalsee között (nem messze a Schaalsee tótól) eléri Schleswig-Holstein és Mecklenburg–Elő-Pomeránia határát.
Itt az útvonala Ludwigslust körzeten át vezet. A Schwerinnél kiágazik belőle az A14-es autópálya (Schwerin-Wismar), ami kapcsolatot teremt az A20-as autópályával. Schwerinből indulnak a B321-es (Hagenow felé) és B106-os (Ludwigslust felé) országutak is. Végül Schuckow mellett lépi át Brandenburg határát.
Brandenburgban az útvonala Prignitz, Ostprignitz-Ruppin és Oberhavel körzeteken át vezet. A Wittstock/Dosse autópálya-kereszteződésnél összefonódik az A19-es autópályával (ami Rostock felé halad). Innentől része E55-ös európai útnak a végpontjáig, a Havelland autópálya-kereszteződésig, ahol belefut a berlini gyűrűbe, az A10-es autópályába.

## Története

### 1930-tól a háború végéig

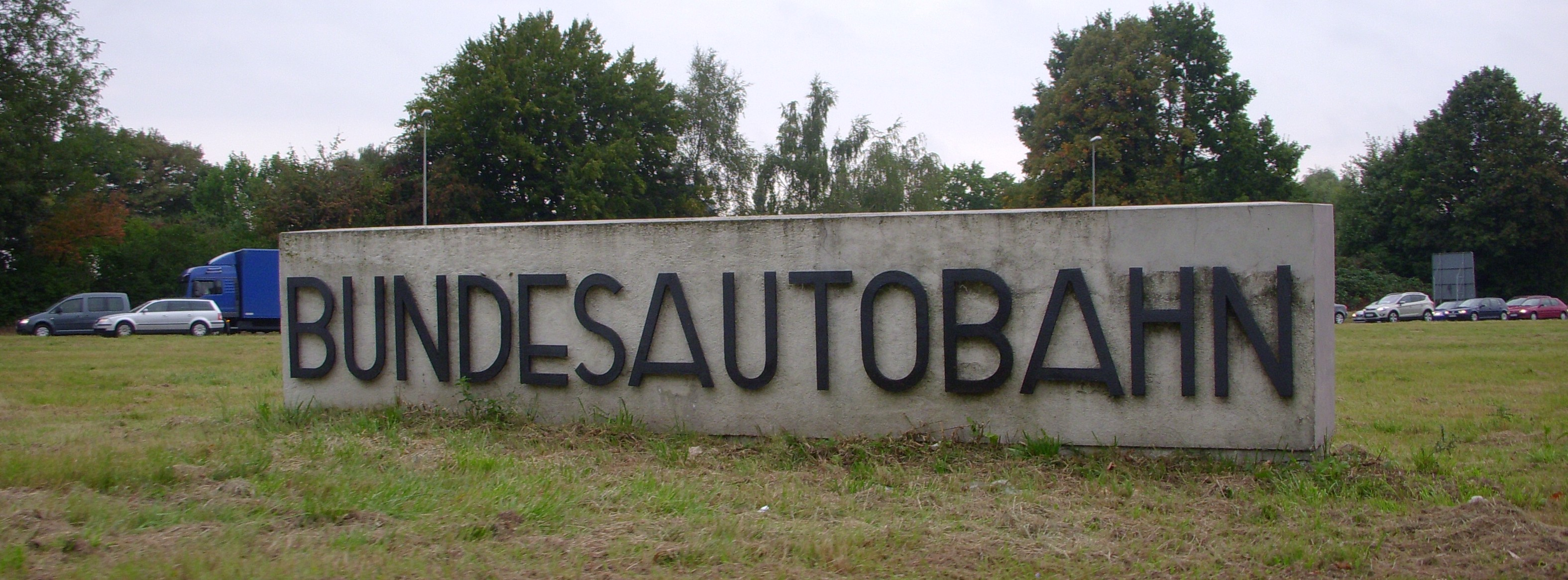
Az A24 kezdete Hamburg-Hornban, a kőművesek eredeti szövege szerint „Reichsautobahn“

A RAB44-es (Hamburg-Berlin) Reichsautobahn (gyorsúthálózat a Német Birodalomban) építése a 30-as években kezdődött. 1937-ben a mai Hamburg-Kelet autópálya-kereszteződéstől a Berlin felé vezető szakasz épült meg. 1937. szeptember 23-án a Niederdeutsche Beobachter arról számolt be, hogy az építkezések a következő napokban elkezdődnek és várhatólag 1940-ig készen lesznek. Az autópálya szélességének szabvány szerint 26,5 méternek, a sávoké 7,5 méternek kellett megfelelnie. A Reichsautobahnok közül először terveztek zöld sávot a parkoló járműveknek. 

A schwerini foglalkoztatási hivatalban 1938 februárjában kiszámították, hogy a munkaerő iránti kereslet tél után, amikor az építkezés pihen, a régió nem tudja fedezni, ezért nyugat-németországi és sziléziai dolgozók toborzását vették figyelembe. 

Mecklenburgban a munkák februárban elkezdődtek. A 6–10 km-es szakaszok megépítését magáncégeknek adták ki. A Hamburg-Alton központú Obersten építőcég alatt álltak a wittenburgi és ludwigslusti illetőségű építőipari vállalatok.

Robert Beltz az ásatásoknál Kogel mellett bronzkori sírmezőt fedezett fel, ami Friedrich Hildebrandt figyelmét is felkeltették (a korai germán települések iránt érdeklődött). Egy Scharf államminiszter által vezetett delegációnak is megmutathatta 1938. június 18-án a lelőhelyet. Ezután a területet védettség alá helyezték és a szomszédságában egy pihenőparkot építettek. Az ásatások miatt a munkálatok kb. 10 hetet késtek.
Hamburg és Sachsenwald között, ill. Hagenow környékén számos új hidat építettek, közutakat is tervezetek, viszont a határsávokat részben elhanyagolták. 1939 februárjában a ludwigslusti építési osztály csúszást jelentett. A háború kezdete miatt az építkezések munkaerő hiányában ismételten késtek. A wittenburgi építési osztálynál 1939 elején az autópálya gyors befejezése kisebb-nagyobb áldozatokkal járt (pl.: még 1940 február elsején tervben volt egy észak-déli csatlakozás, de a kivitelezése már nem valósult meg. 

Az 1940 áprilisi erdőirtásnak is csak annyi értelme lett, hogy a fatönkökből fűtőanyag lett, amit a ludwigslusti körzetei tanács tüzelőanyag-hiány miatt a megmaradó építkezési osztálynak adott. Nem sokkal később a hagenoweri tanács is hasonlóan cselekedett, látva az építők helyzetét. Az építkezést végül 1941-ben hivatalosan is megszakították.
A Hamburg-Kelet autópálya-kereszteződésnél lévő, a háború alatt már létező, de még használaton kívüli alagutakban repülőgép-alkatrészeket gyártottak, mert itt a bombatámadásoktól védett helyen voltak. A felhajtókat befalazták, valamint a területet 3 kisebb részre osztották. Később a műhelyet a brit előretörők használták.

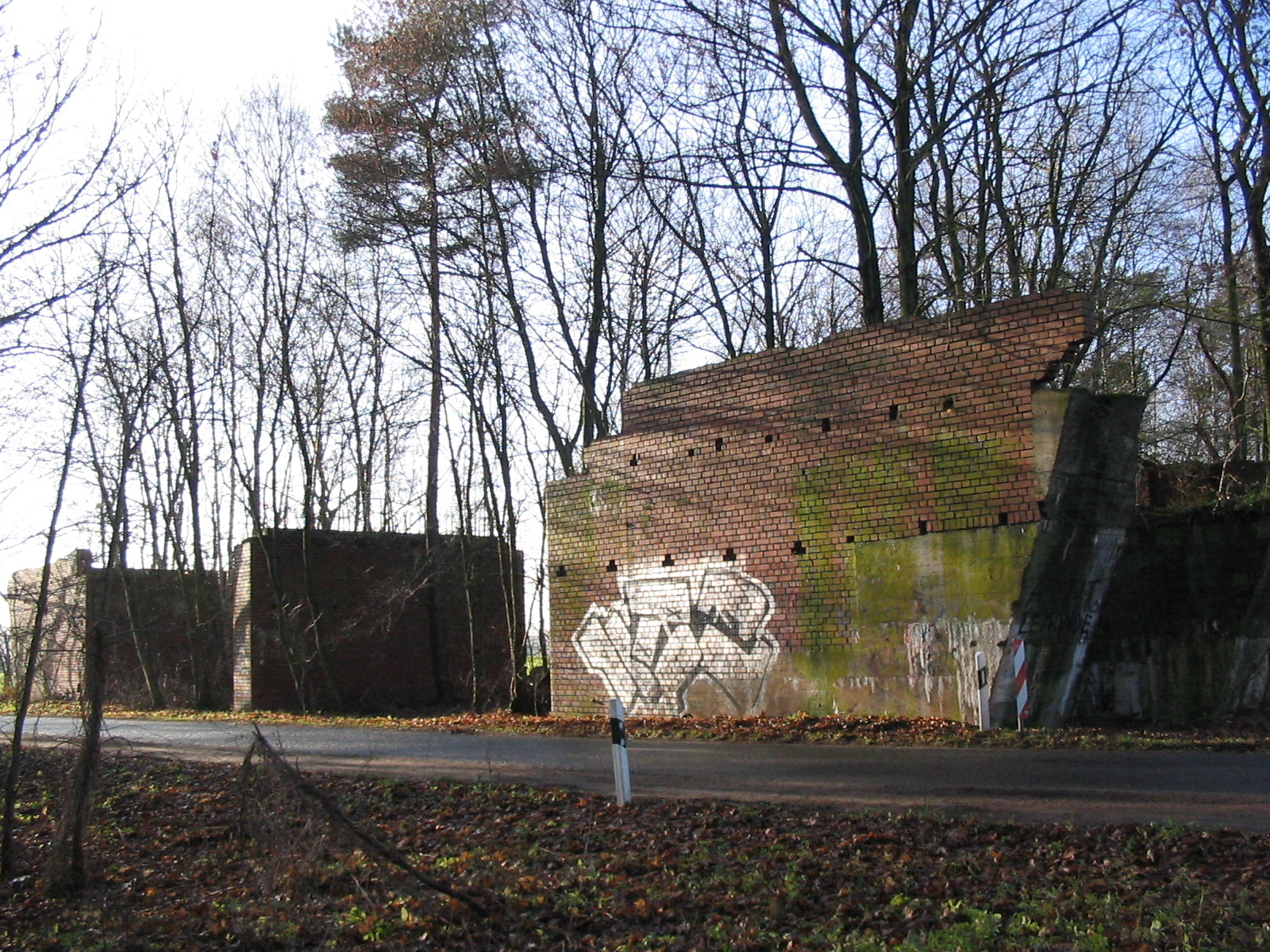
Felhasználatlan autópályahíd az eredeti útvonalon az 1930-as évekből

A műholdas felvételeken Hagenownál még ma is felismerhető az eredetileg tervezett útvonal (pl.: a fasorokról). A K 62-es körzeti úton Viez és Bakendorf között autópályahíd darabok vannak használaton kívül. Rastowtól északra pedig van még egy befejezett, de később lebontott híd a Schwerin-Ludwigslust vasútvonal felett. A 14. kilométernél egy téglából épített híd ível át az autópálya felett, mely még a háború előtti időszakból származik, és még ma is használható (Büchsenschinkenet és Kronshorstot köti össze). A 49. kilométernél egy észak-déli felépítmény található, illetve az építéséhez használt eszközök. Az érdekessége az, hogy az északi oldalon egy mezei úthoz van átjáró.

### 1950-től 1989-ig

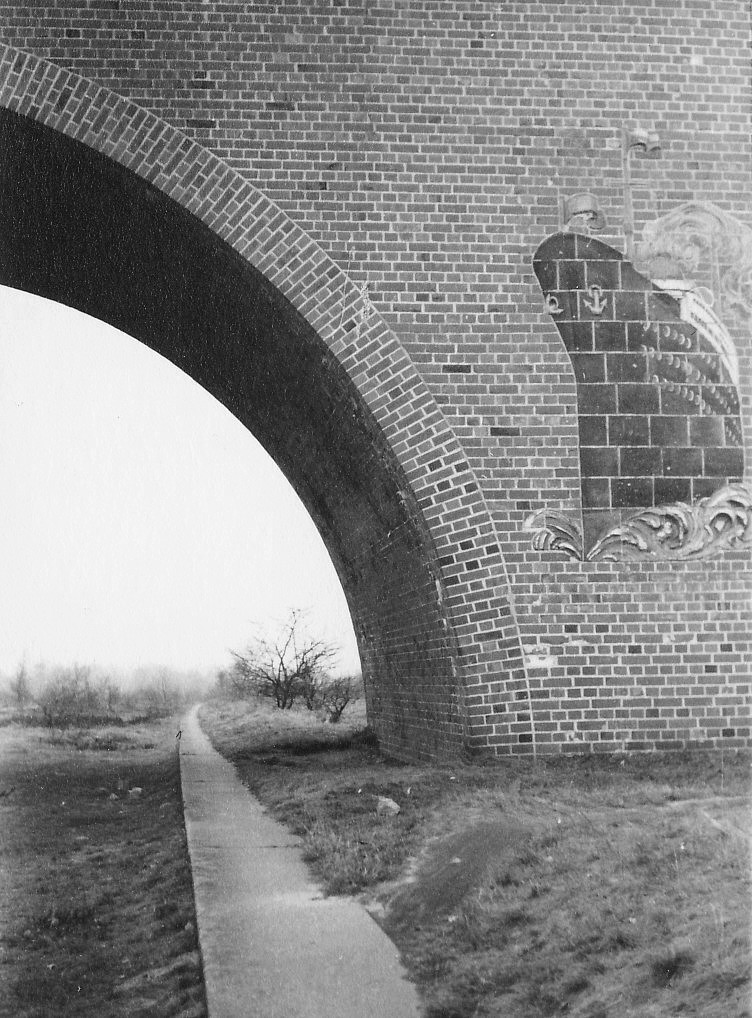
Híd és befejezetlen út Hamburgnál (1960)

A második világháború után Németország feldarabolása megakadályozta a továbbépítést. Csak 1978-ban indulhatott meg a forgalom a Hamburg-Kelet autópálya-kereszteződésnél (a Barsbüttel alagúttal), valamint további szakaszokon. Ugyanebben az évben született meg az egyezmény az NSZK és az NDK között az út végleges megépítéséről a tranzitforgalom számára. A kelet-németországi oldalon a 70-es években adták át a Wittstock és a havellandi kereszteződés közötti szakaszt, ami a Berlin-Rostock autópálya része is. A többi szakasz megépítése 1,2 milliárd DM-ba került (kb. 614 millió EUR) került az NDK-nak. A munkálatokat 1982-ig (az építkezés végéig) nagyüzemek végezték. A már a háború előtt elkészült hidak nagy részét lebontották és újakra cserélték őket. Egy időközben épített lőtér miatt a szovjet sereg elterelte az eredetileg tervezett utat Hagenownál. Az autópálya mentén sokhelyen tavak jöttek létre, mert a kavicsokat elvitték, ilyenek például a Kraaker és az Neu Zachun tavak. Az teljes utat végül 1982. november 20-án adták át a forgalomnak.

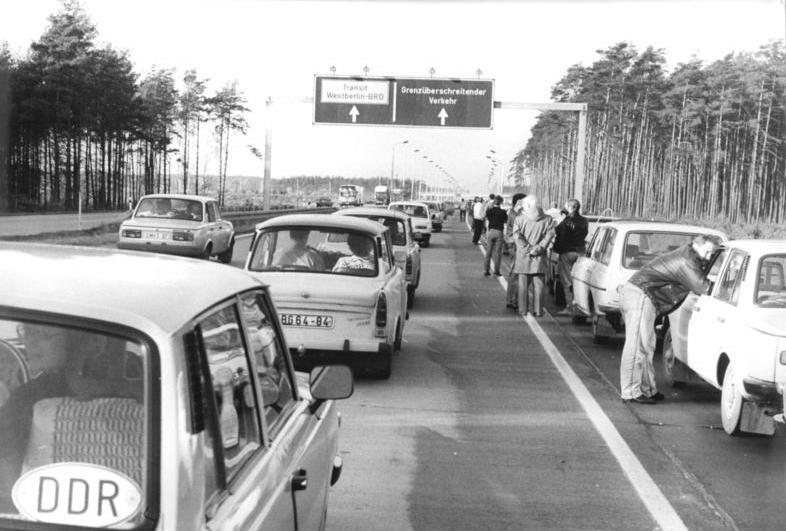
A határátkelő 1989. november 12-én Zarrentinnél

### 1990-től napjainktól
A forgalom növekedését figyelembe véve a Hamburg-Kelet autópálya-kereszteződést 2001-ben elkezdték átépíteni. Az alagút, valamint a Reinbek és az A1-es autópálya kereszteződésig tartó szakasz helyreállítását 2006 november elején fejezték be (addig a Hamburg felé vezető szakasz három hónapig teljesen le volt zárva). A munkálatok 27 millió euróba kerültek, 2007 novemberében fejeződtek be.

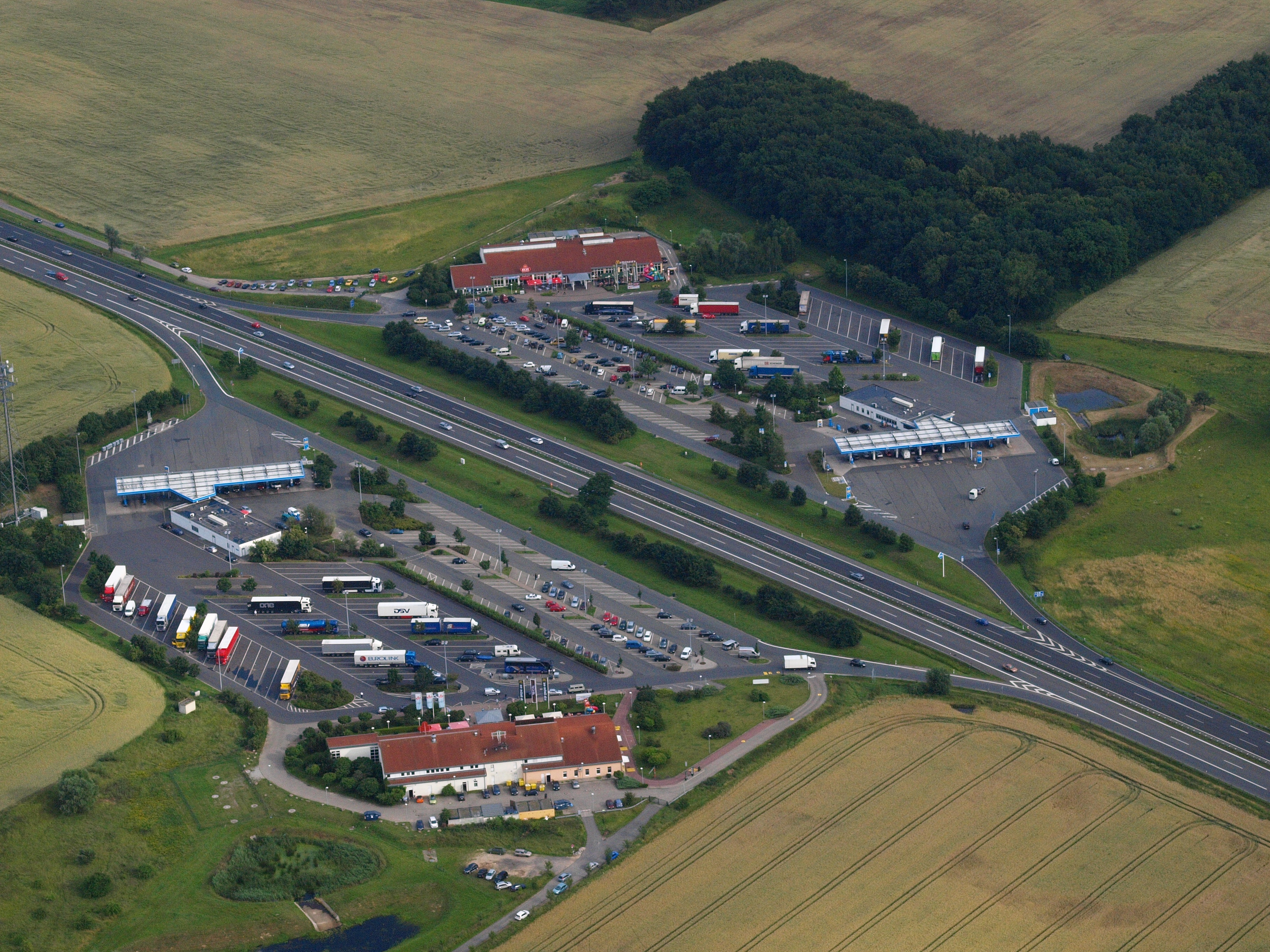
Linumer Bruch-Észak pihenőhely

A reinbeki csomópont és a schleswig-holsteini és mecklenburg-vorpommerni határszakasz között található az egyetlen felújítatlan szakasz, mely főképp betonból készült (a hibás részeket természetesen kijavították).
2003. január 1-jén egy nagy forgalmú, gyakran beduguló és az átlag feletti balesettel rendelkező szakasz (Wittstock/Dosse- és Havelland autópálya-kereszteződés között) 130 km/h-ban határozták meg a maximális sebességet. A bevezetése óta a balesetek száma -főleg a halálos kimenetelűeké- jelentősen visszaesett.
A német újraegyesítés után épült legnagyobb mecklenburg-vorpommerni ipari park (Valluhn/Gallin) -ahol egyébként több logisztikai cég is letelepedett- összeköttetéséhez 2008 februárig csak Hamburg irányába volt kijárat.

## Fejlesztések

Az A24 Hamburgnál

2011 júliusában közzétették, hogy a Neuruppin és az Oberkrämer közötti szakaszt 6 sávosra bővítik (beleértve a havellandi autópálya-kereszteződést).
Az A14-es autópálya Schwerin és Magdeburg közt hiányzó szakaszának megépítése elkerülhetetlen, ezért a schwerini autópálya-kereszteződést is át kell alakítani. Az építkezés 2012. november 1-jén kezdődött, és 2015-ig tervezik befejezni.
Fehrbellin és Herzsprung közelében új "felébresztő" csíkot tesztelnek, ami a veszélyesebb kanyaroknál a közeledő veszélyre hívja fel a figyelmet.

## Fordítás
Ez a szócikk részben vagy egészben  a   Bundesautobahn 24 című német Wikipédia-szócikk fordításán alapul.  Az eredeti cikk szerkesztőit annak laptörténete sorolja fel. Ez a jelzés csupán a megfogalmazás eredetét és a szerzői jogokat jelzi, nem szolgál a cikkben szereplő információk forrásmegjelöléseként.